# Río Nièvre
El río Nièvre es un pequeño río de Francia, afluente del río Loira. Fluye a través del departamento homónimo en la región de Borgoña.
Dos comunas del departamento Nièvre han sido nombradas por el río: Dompierre-sur-Nièvre y La Celle-sur-Nièvre.

## Geografía
El río Nièvre tiene una longitud de 49,6 km y una cuenca que se extiende por 630 km².
Su caudal anual promedio es de 5,28 m³/segundo en la comuna de Urzy, departamento de Nièvre.

### Curso
El Nièvre nace cerca del poblado Bourras-la-Grange en la comuna Champlemy, departamento de Nièvre, a unos 280 m sobre el nivel del mar.
El Nièvre fluye, en general, del noreste hacia el suroeste dentro de los distritos de Cosne-Cours-sur-Loire y Nevers del departamento de Nièvre, y pasa por los siguientes cantones y comunas:
- Cantones: Cantón de Prémery, Cantón de Donzy, Cantón de La Charité-sur-Loire, Cantón de Pougues-les-Eaux, Cantón de Guérigny y Cantón de Nevers-Nord.
- Comunas: Champlemy, Saint-Malo-en-Donziois, Châteauneuf-Val-de-Bargis, Dompierre-sur-Nièvre, La Celle-sur-Nièvre, Beaumont-la-Ferrière, Saint-Aubin-les-Forges, Parigny-les-Vaux, Guérigny, Urzy, Saint-Martin-d'Heuille, Coulanges-lès-Nevers, Nevers.

Finalmente confluye, como un afluente derecho, con el río Loira en la ciudad de Nevers, a unos 170 m de altitud.

## Principales afluentes
Los principales afluentes del río Nièvre son (solamente los afluentes por el lado derecho ya que los del lado izquierdo son muy cortos):
- Nièvre de Champlemy - 8,8 km;[5]
- Nièvre d’Arzembouy - 28,7 km;[6]

## Galería
El río Nièvre fluyendo a través del centro de Nevers antes de unirse al río Loira:

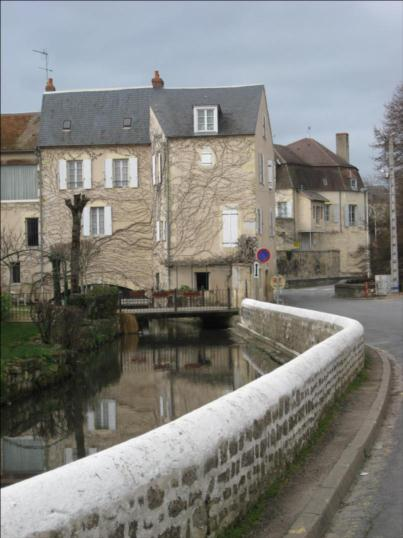
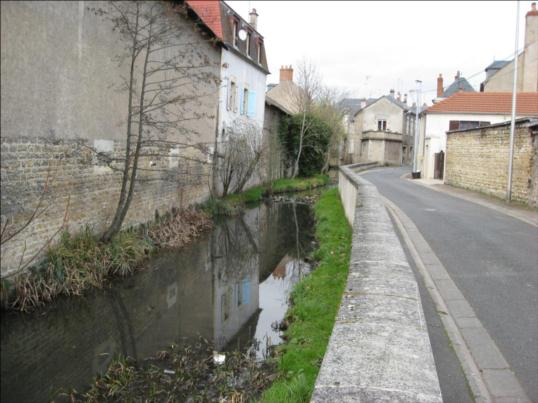
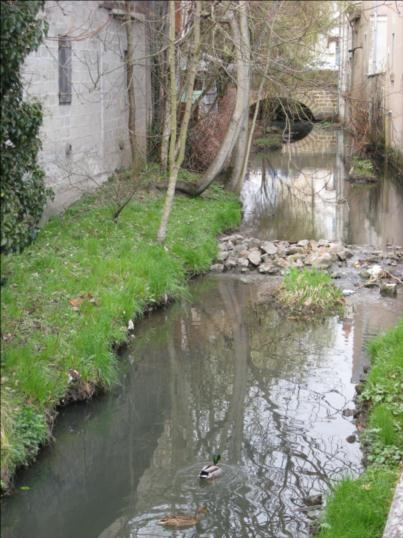
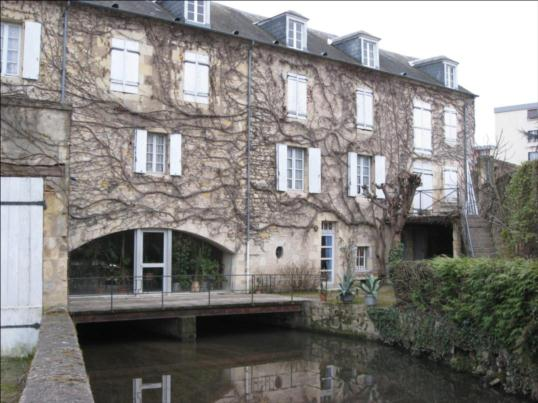
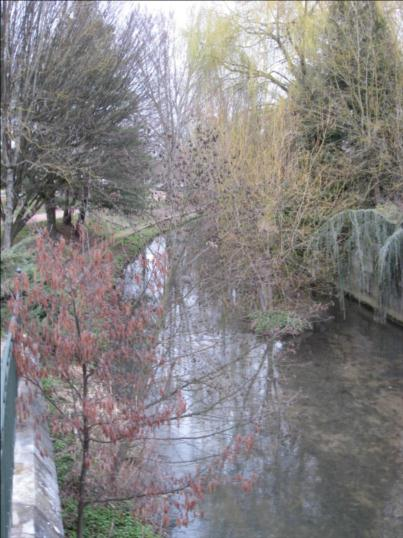